# Пелтініш (Сібіу)
Пелтініш (рум. Păltiniș) — село у повіті Сібіу в Румунії. Адміністративно підпорядковане місту Сібіу.
Село розташоване на відстані 217 км на північний захід від Бухареста, 22 км на південний захід від Сібіу, 127 км на південь від Клуж-Напоки, 147 км на північ від Крайови, 130 км на захід від Брашова.

## Населення
За даними перепису населення 2002 року у селі проживала 51 особа, усі — румуни. Усі жителі села рідною мовою назвали румунську.